# Arkham

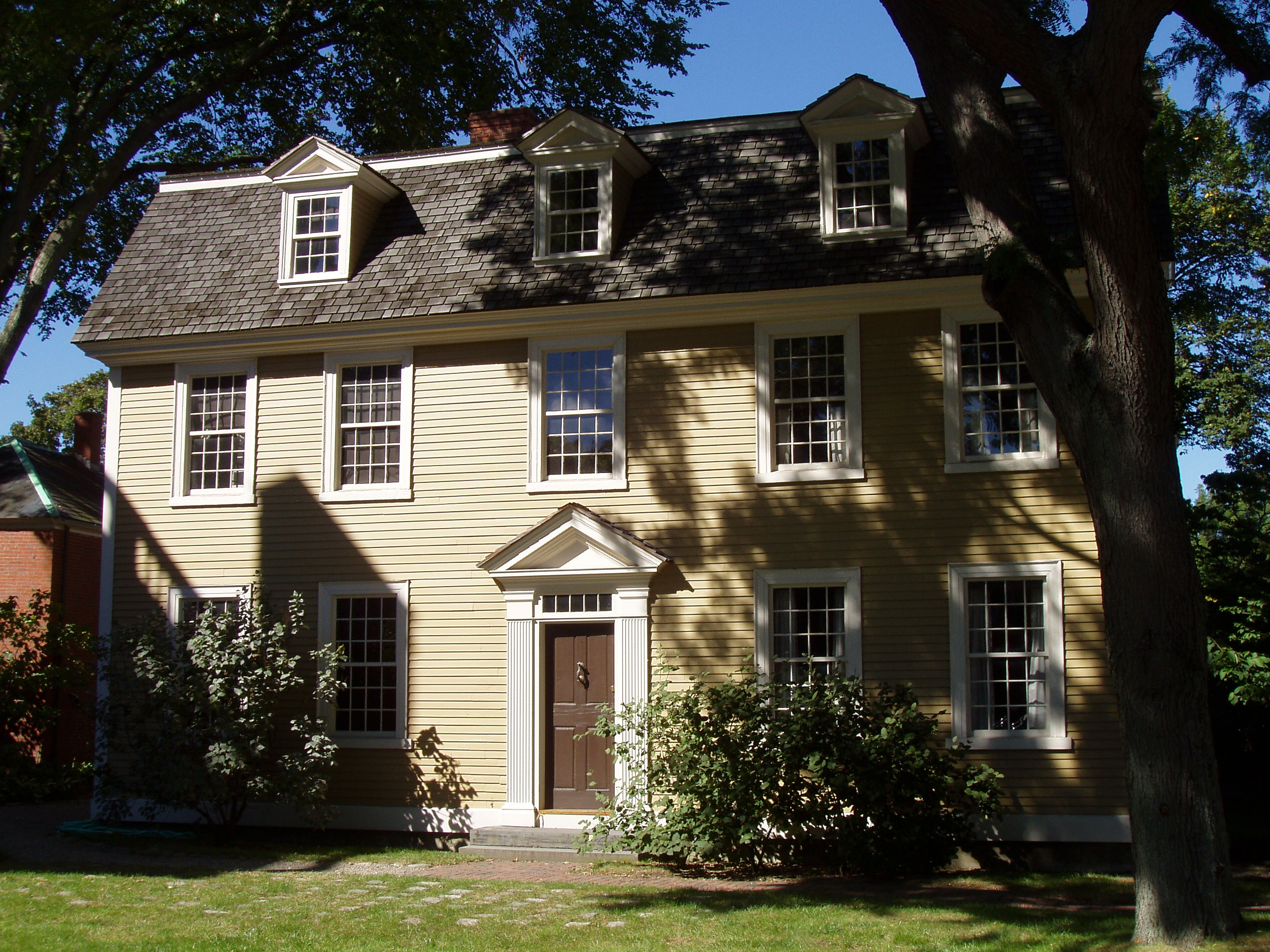
Das Crowninshield-Bentley House in Salem (Massachusetts), Vorbild für Lovecrafts Crowninshield-Anwesen am Stadtrand von Arkham

Arkham ist eine fiktive Stadt in einem von H. P. Lovecraft erdachten Landstrich in Massachusetts, der auch als Lovecraft Country bezeichnet wird. Vorbild ist die Stadt Salem. Die in der Kurzgeschichte Das Bild im Haus eingeführte Stadt kommt danach in zahlreichen Erzählungen des Autors vor, die sich um den Cthulhu-Mythos ranken. Freunde und Anhänger Lovecrafts, allen voran August Derleth, haben in ihren Erzählungen den Mythos um die Stadt Arkham fortgeführt und erweitert. Ferner ist Arkham Szenario für einige Rollenspiele und mehrere Brettspiele wie etwa Arkham Horror.
In Anlehnung an die düstere Stimmung und Themen des Wahnsinns in Lovecrafts Werken ist „Arkham“ (für Arkham Asylum) ein wichtiger Ort in Gotham City im Batman-Universum. Außerdem wurde der auf phantastische und Horrorliteratur spezialisierte Buchverlag Arkham House nach der fiktiven Stadt benannt.

## Lage

Eine mögliche Karte von Neuengland mit der fiktiven Stadt Arkham

Arkham soll zwischen Newburyport im Norden und Boston im Süden liegen. Der ältere Kern der Stadt soll ursprünglich am südlichen Ufer des Miskatonic River erbaut worden sein, der hier seinen Lauf an einer Flussschleife verlangsame.
Der Campus der fiktiven Miskatonic-Universität auf der Südseite soll das Zentrum der Stadt bilden, an das sich zahlreiche georgianische Kirchen und das belebte Geschäftsviertel am Südufer des Flusses anschließen sollen. Östlich des Universitätsviertels wurde der Stadtteil French Hill mit seinen verwinkelten Gassen angesiedelt, der früher überwiegend von Franco-Kanadiern besiedelt gewesen sein soll. Die westliche Grenze der Stadt soll früher der unbebaute Henkershügel mit dem gleichnamigen Henkersbach gebildet haben, der jedoch mittlerweile baulich erschlossen und in das Stadtbild eingegliedert ist.
Später soll sich die Stadt auf das nördliche Flussufer erweitert haben. Hier entstanden in der Fiktion neuere Villenviertel. Unmittelbar am nördlichen Ufer wurde der Bahnhof angesiedelt, etwas nordöstlich davon der Independence Square.

### Geologie und Klima
Arkham soll an einer Flussschleife am Unterlauf des Miskatonic liegen, der westlich ein ausgedehntes Hügelland durchquere, um hier auf eine flachere Moor- und Heidelandschaft zu treffen und dann einige Meilen weiter östlich von Arkham zwischen Innsmouth und Kingsport in den Atlantik zu münden. Der Untergrund bestehe daher weitgehend aus dem Schwemmland des Miskatonic.
Bedingt durch den Flusslauf als auch durch die umgebende Moor- und Heidelandschaft sei das Klima besonders in den Sommermonaten schwül und drückend.

### Nachbarorte
Neben den realen Nachbarorten Ipswich und Rowley siedelt Lovecraft weitere fiktive Orte in der Umgebung von Arkham an:
- Innsmouth, eine Hafenstadt im Nordosten
- Kingsport, ein Fischerstädtchen im Südosten
- Dunwich, ein verfallenes Dorf, das mehrere Autostunden westlich von Arkham hinter Dean’s Corners am Oberlauf des Miskatonic liegt.
- Bolton, eine Industriestadt nahe Ipswich im Essex County, wohingegen das reale Bolton eine eher ländlich geprägte Gemeinde im Worcester County ist.

## Geschichte
Arkham soll Ende des 17. Jahrhunderts von Freidenkern gegründet worden sein, die sich aus der Enge der puritanischen Geisteshaltung zu befreien trachteten. Beschleunigt worden sein soll das Wachstum durch die Ansiedlung zahlreicher Verfolgter, die Zuflucht in der Stadt suchten. Die Zuwanderung soll ihren Höhepunkt um 1692 erreicht haben, ausgelöst durch die Hexenprozesse von Salem. Diese Zuwanderung soll jedoch auch zwielichtige Personen wie die der Hexerei beschuldigten Frauen Goody Fowler und Keziah Mason in die Stadt gebracht haben.
Im Sommer 1882 soll ein Meteorit auf dem Hof von Nahum Gardner im hügeligen Heideland westlich von Arkham eingeschlagen sein. Professoren der Miskatonic-Universität sollen die wahre Natur des Meteoriten nicht genauer bestimmt haben können, da sich die fluoreszierende Substanz vorzeitig auflöste. In der Folgezeit erlag in dieser Fiktion sowohl die Familie Gardner als auch ihre Tiere einer unbekannten Erkrankung. Zurück soll ein verwüsteter und verbrannter Landstrich geblieben sein, der fortan von den Einheimischen gemieden wurde und als Verfluchte Heide bezeichnet worden sein soll.
Jeder weitere Versuch, das hügelige Heideland westlich der Stadt durch die Ansiedlung von Franco-Kanadiern, Italienern und Polen landwirtschaftlich zu erschließen, soll erfolglos geblieben sein. Leider sollen bisher auch keine Anstrengungen unternommen worden sein, diesen weitgehend unberührten Landstrich unter Naturschutz zu stellen oder als Nationalpark auszuweisen. Dagegen sah Lovecraft vor, dass geplant sei, das Gebiet der Verfluchten Heide durch die Errichtung eines Stausees für die Trinkwasserversorgung zu fluten.
Im Sommer 1905 soll die fiktionale Stadt durch eine Typhusepidemie heimgesucht worden sein, die viele Opfer unter der Bevölkerung gefordert habe.
Durch die Entwicklung von Boston zur bedeutendsten Stadt der Region soll Arkhams weitere Entwicklung stark gebremst worden sein. Heute soll die Wirtschaft weitgehend danieder liegen, und auch das kulturelle Leben der Stadt sei kaum als lebhaft zu bezeichnen. Der Hauptarbeitgeber der Stadt soll die Miskatonic-Universität mit ihren angeschlossenen Institutionen sein.
Obwohl der Stadtkern Arkhams als eine malerische und verwinkelte Altstadt mit zahlreichen historischen Gebäuden beschrieben wird, scheint es kaum Versuche zu geben, die historische Bausubstanz angemessen instand zu halten. Die Einwohner sollen als äußerst abergläubisch gelten und Fremden gegenüber eher mürrisch und abweisend auftreten, was auch dem Fremdenverkehr nicht sehr zuträglich sein soll.

## Öffentliche Einrichtungen

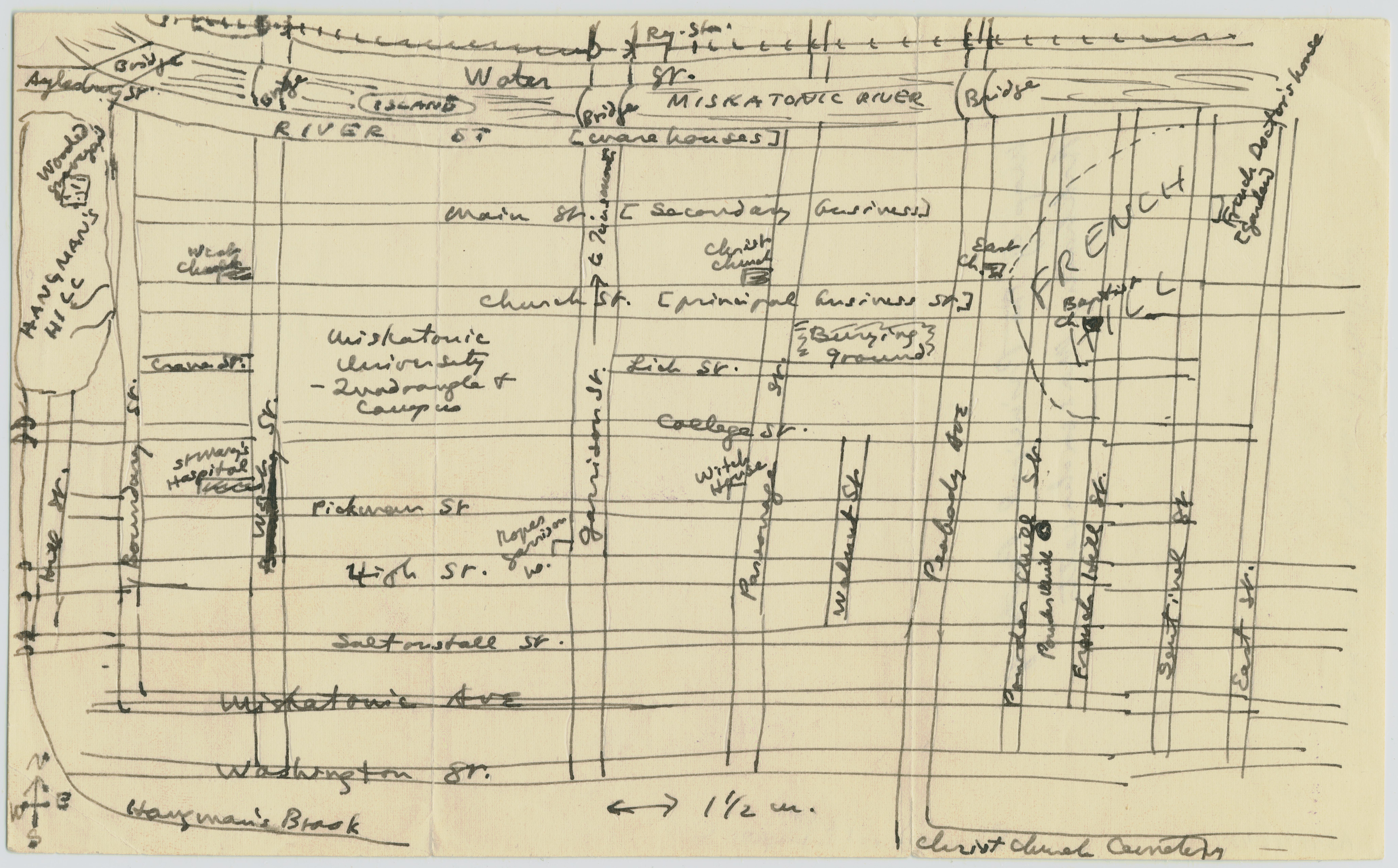
Eine Karte des Zentrums von Arkham nach Lovecraft

### Bildung
Arkham wird als Sitz der Miskatonic-Universität beschrieben, welche die Studiengänge alte und moderne Sprachen, Englisch, Französisch, Geschichte, Archäologie, Mathematik, Physik, Chemie, Medizin, Zoologie, Anthropologie und mittelalterliche Metaphysik, aber auch Volkswirtschaft und Ingenieurwissenschaft anbieten soll.
Bekannt soll die Miskatonic-Universität vor allem durch ihre Bibliothek sein, die eine umfangreiche, ausgedehnte Handschriftensammlung beherbergen soll. Sie soll u. a. eine Kopie des berüchtigten fiktiven Necronomicons und das umstrittene und ebenfalls fiktive Phelan-Manuskript umfassen. Daher soll sie immer wieder wichtiger Anziehungspunkt für okkulte und metaphysische Nachforschungen sein.

### Krankenhäuser
- St. Mary's Hospital, westlich des Universitäts-Campus
- Arkham Sanitarium, eine psychiatrische Anstalt und literarisches Vorbild des später aus den Batman-Comics und -Geschichten bekannten Arkham Asylum

### Kultur
Die Arkham Historical Society soll die Geschichte der Stadt erforschen, soll jedoch kein eigenes Publikationsorgan mehr unterhalten.

## Wirtschaft und Infrastruktur

### Verkehr
Arkham verfügt in den Beschreibungen nur über wenige innerstädtische öffentliche Verkehrsmittel. Auch das Verkehrsaufkommen soll insgesamt gering sein.
Der Bahnhof von Arkham soll auf der nördlichen Seite des Miskatonic liegen. Die B&M-Eisenbahnlinie soll die Stadt nach Süden mit Boston und im Norden über Rowley mit Newburyport verbinden. Außerdem soll zweimal täglich ein Bus nach Newburyport verkehren, dessen Route entlang der Küste durch die verfallene fiktive Hafenstadt Innsmouth verlaufen soll.
Mit dem benachbarten Innsmouth soll die Stadt einen Seehafen besitzen, der allerdings als im Niedergang befindlich beschrieben wird. Er sei früher bedeutsam im Ostindienhandel gewesen.

### Medien
Die Stadt soll über zwei Lokalzeitungen verfügen, den Arkham Advertiser und den wöchentlich erscheinenden Saturday Review mit ausführlichen Stellenanzeigen.
Der Arkham Advertiser soll außerdem einen lokalen Radiosender betreiben, der u. a. regelmäßig über die wissenschaftliche Forschungsergebnisse und Expeditionen der Miskatonic-Universität berichte. Das Programm werde über die Sendeanlage auf Kingsport Head ausgestrahlt.

### Ansässige Unternehmen
Der 1939 durch die Schriftsteller August Derleth und Donald Wandrei begründete Verlag Arkham House wurde symbolisch in Arkham angesiedelt, obwohl er in Wirklichkeit seinen Firmensitz in New York hat.

## Berühmte Bürger
Lovecraft erfand auch einige berühmte Einwohner Arkhams:
- Der Dekan der medizinischen Fakultät Dr. Allan Halsey, der durch seinen selbstlosen Einsatz bei der Bekämpfung der Typhusepidemie von 1905 selbst den Tod gefunden haben soll.
- Der Dichter Edward Pickman Derby, Veröffentlichungen u. a.: „Azathoth und andere Schrecken“
- Nathaniel Wingate Peaslee, Professor für Politik und Wirtschaft an der Miscatonic-Universität, der wegen seines plötzlichen und über Jahre andauernden Gedächtnisverlustes Schlagzeilen machte.
- Professor William Dyer von der geologischen Abteilung der Miskatonic-Universität. Leiter der Miscatonic-Antarktis-Expedition von 1930/31.

## Schauplatz in folgenden Erzählungen

### Lovecrafts Erzählungen
- Das Bild im Haus (The Picture in the House) (1920); In dieser Kurzgeschichte wird Arkham erstmals erwähnt und dann in weiteren Erzählungen weiterentwickelt
- Herbert West – der Wiedererwecker (Herbert West – Reanimator) (1921/22); hier wird erstmals die medizinische Fakultät und die Existenz der Miskatonic-Universität erwähnt.
- Das Unnennbare (The Unnamable) (1923)
- Das Fest (The Festival) (1925); erwähnt die Existenz des seltenen Buchs Necronomicon in der Bibliothek der Miskatonic-Universität
- Die Farbe aus dem All (The Colour out of Space) (1927); erwähnt den geplanten Bau eines Stausees.
- Das Grauen von Dunwich (The Dunwich Horror) (1928)
- Der Flüsterer im Dunkeln (Whisperer in Darkness) (1930); erwähnt die Existenz des seltenen Buchs Necronomicon in der Bibliothek der Miskatonic-Universität
- Berge des Wahnsinns (At the Mountains of Madness) (1931); erwähnt die Übertragung einer Expedition der Miskatonic-Universität über den Lokalsender des Arkham Advertiser.
- Schatten über Innsmouth (The Shadow Over Innsmouth) (1931); erwähnt erstmals die „Arkham Historical Society“
- Träume im Hexenhaus (The Dreams in the Witch House) (1932); spielt in den verwinkelten Gassen des Stadtteils French Hill
- Durch die Tore des Silberschlüssels (Through the Gates of the Silver Key) (1932/33)
- Das Ding auf der Schwelle (The Thing on the Doorstep) (1933); erwähnt erstmals die psychiatrische Anstalt Arkham Sanitarium
- Der Schatten aus der Zeit (The Shadow out of Time) (1934/35)

### Andere Autoren
- August Derleth: Jenseits der Schwelle
- August Derleth: Der Schatten in der Dachkammer (The Shadow in the Attic)
- August Derleth: Das Tor des Verderbens (The Lurker at the Threshold); erweitert die Gegend westlich von Arkham um den Billingtonwald mit dem gleichnamigen Herrenhaus hinter Dean’s Corners.
- Jonathan L. Howard: Johannes Cabal (3) – Das Institut für Angst und Schrecken
- Markus K. Korb / Tobias Bachmann: Das Arkham-Sanatorium
- Weitere Autoren sind: Robert Bloch, Joseph Payne Brennen, John Brunner, Tina L. Jens, Brian Lumley, Robert M. Price, Michael Shea, Clark Ashton Smith, C. Hall Thompson, F. Paul Wilson. (Hier nur dem Namen nach aufgezählt, da die meisten ihrer Erzählungen noch nicht ins Deutsche übersetzt wurden!)
- Wolfgang Hohlbein: In seinen Hexer-Romanen

## Andere Medien

### Filme
- Die Folterkammer des Hexenjägers (The Haunted Palace) (1963) von Roger Corman. Ein Film nach Motiven aus den Erzählungen von Edgar Allan Poe und H. P. Lovecraft.
- Re-Animator (1985) von Stuart Gordon und Bride of Re-Animator (1990) von Brian Yuzna. Die Filme basieren auf Lovecrafts Kurzgeschichte Herbert West – der Wiedererwecker.
- Brain Dead (1990) von Adam Simon. Der Hauptcharakter Rex Martin hat angeblich einen Abschluss der Miskatonic-Universität, weiterhin spielt ein (Dr.) Halsey eine wesentliche Rolle.
- Arkham Sanitarium: Soul Eater (2014) von Julian Grant. Der Found-Footage-Horrorfilm folgt drei Ermittlern paranormaler Phänomene in das leerstehende Arkham Sanitarium, die sich dort gegen Kreaturen aus dem Universum H. P. Lovecrafts verteidigen müssen.
- Die Farbe aus dem All (Color Out of Space) (2019) von Richard Stanley. Der Film basiert auf Lovecrafts gleichnamiger Kurzgeschichte.

### Spiele
- Anchorhead, ein preisgekröntes, 1998 mit Inform entwickeltes Textadventure von Michael S. Gentry, spielt in Arkham.
- Arkham Horror, ein 1987 von Chaosium veröffentlichtes und 2005 von Fantasy Flight Games neu aufgelegtes Brettspiel, bei dem die Spieler gemeinsam versuchen, die Stadt Arkham vor der Zerstörung durch die Großen Alten zu retten. In Deutschland werden die Spiele vom Heidelberger Spieleverlag vertrieben.
- Das Ältere Zeichen, ein von Richard Launius und Kevin Wilson kreiertes und in Deutschland 2012 vom Heidelberger Spieleverlag veröffentlichtes Brett-Rollenspiel, das im Museum von Arkham spielt.[5]
- Eldritch Horror, 2013 von Fantasy Flight Games aufgelegtes kooperatives Brettspiel, bei dem viele Spielmechanismen von Arkham Horror aufgegriffen und entschlackt wurden. Die Spieler versuchen in einem weltweiten Szenario die Pläne des Großen Alten zu durchkreuzen. Die deutsche Version ist bei Heidelberger Spieleverlag erschienen.
- Gibbous – A Cthulhu Adventure, ein Point-and-Click-Adventure, spielt in einer Arkham-Parodie namens Darkham.
- Mythos Tales, ein 2018 erschienenes und an Sherlock Holmes Criminal-Cabinet angelehntes Deduktionsspiel ist ebenfalls in Arkham angesiedelt. Die Spieler müssen als Detektive mehrere unnatürliche Ereignisse in Arkham aufklären.
- Splatterhouse, die Neuauflage des Klassikers spielt ebenfalls in Arkham.
- Villen des Wahnsinns, ein auf Lovecrafts Werken basierendes Brett-Rollenspiel, welches in verschiedenen Gebäuden und Einrichtungen rund um Arkhams Umgebung spielt.